# EN121
A EN 121 é uma estrada nacional que integra a rede nacional de estradas de Portugal.
A estrada N121, foi construída para ser estruturante, para poder ligar o Porto de Sines (a partir de Santiago do Cacém) a Beja, e concluir as ligações igualmente estruturantes N2, N18 e N120.
Hoje, devido à importância dessa via para a Economia de Portugal, perdeu a importância para o IC33, IC1, A2 e A26.
Parte do percurso, é denominado como IP8, desde Ferreira do Alentejo até Beja.

## Percurso
| Nome da Saída/Localidade Intermédia | Estrada que liga |
| ----------------------------------- | ---------------- |
| Santiago do Cacém / Cruz do Alcaide |                  |
| Moinho da Moita                     |                  |
| São Bartolomeu da Serra             |                  |
| Abela                               |                  |
| Outeiro do Lobo                     |                  |
| Cova do Gato                        |                  |
| Boticos                             |                  |
| Arealão                             |                  |
| Ermidas-Sado                        |                  |
| Grândola                            | IC 1 N 262       |
| Ermidas Aldeia                      | IC 1 N 262       |
| Canhestros                          |                  |
| IP 8 / Ferreira do Alentejo         | IP 8 N 2         |